# Sword of the Stars: The Pit
Sword of the Stars: The Pit est un jeu vidéo de type rogue-like développé et édité par Kerberos Productions, sorti en 2013 sur Windows, Mac et Linux.

## Accueil
- Canard PC : 7/10[1]